# Fils indocile et rebelle
Le fils indocile et rebelle (hébreu : בן סורר ומורה ben sorèr oumorè) est décrit dans le Deutéronome comme un fils glouton qui dérobe les avoirs de ses parents pour satisfaire ses appétits démesurés, et persiste dans son inconduite après avoir dûment été mis en garde. La Bible prescrit sa mort par lapidation publique, afin d’éviter qu’il ne commette des fautes encore plus graves, mais les modalités et conditions exigées par les tribunaux rabbiniques sont si nombreuses que le cas ne s’est probablement jamais produit et n’a aucune chance de se produire.